# Agentenaustausch
Unter einem Agentenaustausch versteht man, wenn zwei Geheimdienste gefangene Agenten der Gegenseite freilassen und im Austausch eigene Agenten von ihr erhalten.

## Austauschgründe
Für den Tausch von Agenten können folgende Gründe vorliegen:
- Eigene, vom Gegner gefasste Agenten, zu erhalten, um
  - zu verhindern, dass noch unentdeckte Strukturen des eigenen Agentennetzes beim Gegner aufgedeckt werden (Verrat).
  - bislang unbekannte Informationen abzuschöpfen, die nach der Verhaftung nicht übermittelt werden konnten und auch nicht nach der Festnahme preisgegeben wurden.
  - Erfahrungen des Agenten zu Ausbildungszwecken zu nutzen.
  - den gefassten Agenten zu bestrafen.
  - die Leistungen des Agenten im eigenen Land propagandistisch zu verwerten.
- Feindliche Aktionen zur Befreiung des gefassten Agenten zu verhindern.

Humanitäre Gründe (Befreiung, Rückkehr in die Heimat, Familienzusammenführung) spielen in der Regel keine Rolle. Sie werden jedoch gegenüber der Öffentlichkeit meist vorgegeben, wenn der Fall bekannt wird.

## Austauschpraxis
In der Regel findet ein Austausch unter Ausschluss der Öffentlichkeit statt, da keine Seite zugeben will, dass sie im Ausland spioniert. So einigt man sich meist auf eine stille Aktion. Nur in wenigen Fällen wird die Öffentlichkeit unbeabsichtigt oder gezielt einbezogen.
Während des Kalten Krieges nutzten Staaten des Ostblocks auch Dissidenten und/oder politische Häftlinge als Tauschobjekt, beispielsweise auf der Glienicker Brücke zwischen Berlin und Potsdam.
Auch das postsowjetische Russland nutzt politische Häftlinge als Verhandlungsmasse bei Gefangenen-Austauschen.